# Richmond Local Municipality
Richmond (englisch Richmond Local Municipality) ist eine Lokalgemeinde im Distrikt uMgungundlovu der südafrikanischen Provinz KwaZulu-Natal. Der Verwaltungssitz der Gemeinde befindet sich in der Stadt Richmond. Bürgermeister ist Sibusiso Joe Mchunu.
Benannt ist die Gemeinde nach der gleichnamigen Stadt auf ihrem Territorium, die ihren Namen nach dem Charles Lennox erhielt, dem vierten Earl of Richmond, Schwiegervater von Sir Peregrine Maitland, Gouverneur der Kapkolonie von 1844 bis 1847.

## Geografie
Richmond liegt im Süden des Distrikts etwa 40 Kilometer von Pietermaritzburg, der Provinzhauptstadt, entfernt. Im Norden grenzt die Gemeinde an Msunduzi und im Westen an Dr Nkosazana Dlamini Zuma. Östlich der Gemeinde liegt Mkhambathini und südlich Ubuhlebezwe und uMdoni.

## Städte und Orte
- Hopewell
- Kupholeni
- KwaCebelele
- KwaMagoda
- KwaNkukhu
- Ndaleni
- Richmond
- Siyathuhuka

## Bevölkerung
Im Jahr 2011 hatte die Gemeinde 65.793 Einwohner auf 1256 Quadratkilometern. Davon waren 95,2 % schwarz, 2,6 % weiß, 1,1 % Inder bzw. Asiaten und 0,9 % Coloureds. Erstsprache war zu 84,1 % isiZulu, zu 5,1 % Englisch, zu 2,5 % isiXhosa, zu 2,1 % Sesotho, zu 1,1 % isiNdebele und zu 0,8 % Afrikaans.

## Wirtschaft
Die Gemeinde Richmond profitiert von der strategisch guten Lage zwischen Durban und Pietermaritzburg mit einer guten Anbindung durch die N3. Das wichtigste wirtschaftliche Standbein ist die Landwirtschaft. Das milde Klima, der gute Boden und genügend Regen bieten dafür gute Voraussetzungen. In der Gemeinde Forstwirtschaft und Vieh- und Geflügelzucht betrieben. Es wird Zuckerrohr, Tee, Zitrusfrüchte und mehr angebaut. Teilweise werden die Erzeugnisse auch exportiert.

## Sehenswürdigkeiten
- Blarney Cottage, eines der letzten unveränderten Gebäude der europäischen Siedler
- Carnarvon Masonic Lodge, ebenfalls ein altes Gebäude der Siedler
- Bhambatha Rebellion Burial Site, die Grabstätte von 12 Rebellen der Bhambatha-Rebellion
- Herbert und Cecil Rhodes’ Baumwollplantage in Inhlavini Valley
- Beaulieu Dam
- High-over Nature Reserve
- Richmond-Byrne and District Museum, ein Heimatmuseum, das die Geschichte der europäischen Siedler in der Gegend erklärt
- Roseland Farm[7][6]